# Spring Airlines Japan
Spring Airlines Japan Co., Ltd. (春秋航空日本株式会社 Shunjū Kōkū Nihon Kabushiki Gaisha) es una aerolínea japonesa de bajo costo con sede en Narita; Prefectura de Chiba; Japón. Su aeropuerto principal es el Aeropuerto de Narita en Tokio. El 33% de la compañía es propiedad de Spring Airlines, aerolínea de bajo costo china, y el otro porcentaje  se distribuye en distintos inversores japoneses. Se había planeado que la compañía inicie operaciones en otoño de 2013 pero finalmente inició operaciones en agosto de 2014.

## Flota
La flota se comprende únicamente; de momento por Boeing 737-800 (mayo de 2020).
La flota de la aerolínea posee a mayo de 2020 una edad media de 4.8 años.